# 玻尔模型

在玻爾模型裡，被約束於原子殼層的帶負價電子，繞著帶正價原子核進行圓周運動。從一個軌道躍遷至另一個軌道會伴隨著離散能量以電磁波的形式被發射或吸收。在圖中，電子的軌道顯示為灰色圓圈，其半徑隨著主量子數平方n^{2}增加，從主量子數3 → 2的躍遷製成了巴耳末系的第一條譜線，波長為656 nm （紅光）。

玻尔模型是丹麦物理学家尼尔斯·玻尔于1913年提出的关于原子结构的模型。此模型引入量子化的概念來研究原子内电子的运动，對於計算氢原子光谱的里德伯公式給出了理論解釋。玻尔模型是20世纪初期物理学取得的重要成就，对原子物理学产生了深远的影响。

## 玻尔模型的提出

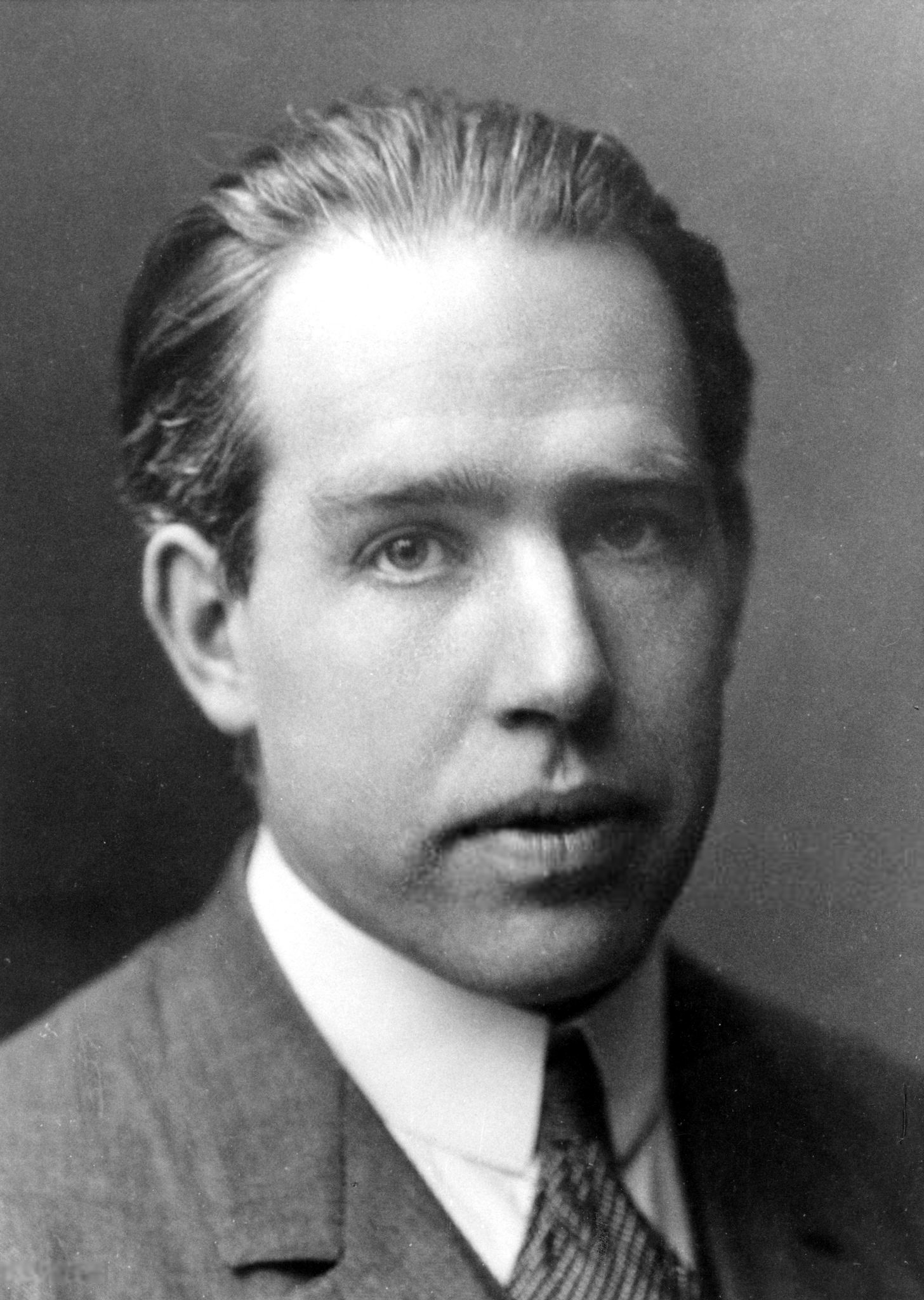
丹麦物理学家尼尔斯·玻尔（1885—1962）

20世纪初期，德国物理学家普朗克为解释黑体辐射现象，提出能量量子化假說，揭开了量子理論的序幕。:58-631885年，瑞士数学教师巴耳末将氢原子的谱线表示成巴耳末公式。然而巴耳末公式是经验公式，直到玻爾在1913年提出玻爾模型為止，人们并不了解它们的物理含义。:143
1911年，英国物理学家卢瑟福根据1909年開始进行的α粒子散射实验，提出了原子的拉塞福模型。在这个模型里，原子的中心有一個帶正電（Ze）、帶質量的原子核，在原子核的四周是帶負電的電子雲；其中，Z是原子數，e是單位電荷。從拉塞福模型，拉塞福推導出散射公式，其預測與實驗結果相符合。然而，在拉塞福散射實驗裡，主角是原子核，而電子並不重要，因此拉塞福不能空口無憑地給出電子的排列方式，也無法用這模型對於化學結合、元素列表、原子譜線給出解釋。:51-53
1912年，正在英国曼彻斯特大学工作的玻尔将一份被后人称作《曼彻斯特备忘录》的草稿提交给他的导师卢瑟福。在这份直到玻爾過世後才被發布的草稿中，玻尔在拉塞福模型的基础上引入了普朗克的量子概念，玻爾提議，原子可以維持力學穩定性，前提是电子的動能{\displaystyle T}與电子環繞原子核的公轉頻率{\displaystyle \nu }，兩者之間的關係式假定為
{\displaystyle T=k\nu }；
其中，{\displaystyle k}與普朗克常數有關。
注意到他並沒有確切給出{\displaystyle k}的形式，也沒有將輻射穩定性納入考量，更沒有理論證實他的假定可以達成力學穩定性。:54:135-139
1913年2月4日前后的某一天，玻尔與同事漢斯·漢森討論他的研究，漢森提問：「這研究與譜線方程有甚麼關係?」玻爾回答說他會去查閱這方面的資料。玻爾博覽那時期的科學文獻，而且巴耳末公式在科學文獻裡是常被引述的譜線方程，很可能他已看到過這公式，但並沒有注意到這公式與自己研究有甚麼的關聯，而且已完全忘掉這公式。不論如何，他詳細閱讀了约翰内斯·斯塔克撰寫的教科書（德文）有關譜線方面的內容，特別是關於巴耳末公式的描述，后来他回忆：「就在我看到巴耳末公式的那一瞬间，突然一切都變得清楚了。」3月7日，他寫好一篇詮釋巴耳末公式的論文，其開啟了原子結構的量子理論。:144:43
1913年7月、9月、11月，《哲学杂志》接连刊载了玻尔的三篇论文，标志着玻尔模型正式提出。这三篇论文成为物理学史上的经典，被称为玻尔模型的“三部曲”。:7他在第一篇論文中利用玻爾模型分析了氫原子，在第二篇論文中論述了其它原子結構與週期表，在第三篇論文中探讨了分子結構。:149

## 玻尔模型的主要内容
玻爾模型的兩個主要假設為，:1097-1100
- 在氢原子中，电子围绕着原子核進行圆周运动。
- 在軌道中運動的電子的角動量的大小 {\displaystyle L} 被量子化為正整數乘以約化普朗克常數 {\displaystyle \hbar }。

### 軌道半徑量子化
按照第一個假設，在氢原子中的电子，围绕著原子核做圆周运动，其轨道是经典轨道。电子做圆周运动的向心力是由电子和原子核之间的库仑力所提供：:1097-1100
{\displaystyle m_{e}{\frac {v^{2}}{r}}={\frac {1}{4\pi \varepsilon _{0}}}{\frac {e^{2}}{r^{2}}}}，
其中，{\displaystyle m_{e}} 是電子質量，{\displaystyle v} 是電子速率，{\displaystyle r} 是電子軌道半徑，{\displaystyle \varepsilon _{0}} 是電常數，{\displaystyle e} 是基本電荷。
所以，半徑為
{\displaystyle r={\frac {1}{4\pi \varepsilon _{0}}}{\frac {e^{2}}{m_{e}v^{2}}}}，
另外，圓周運動的角動量大小是半徑乘以動量：
{\displaystyle L=rm_{e}v}。
所以，按照第二個假設，速度為
{\displaystyle v=L/rm_{e}=n\hbar /rm_{e}}，
其中，{\displaystyle n} 是主量子數，{\displaystyle \hbar } 是約化普朗克常數。
將速度的表達式代入半徑的表達式，可以得到新的半徑的表達式
{\displaystyle r={\frac {4\pi \varepsilon _{0}\hbar ^{2}}{m_{e}e^{2}}}n^{2}}。
這軌道半徑表達式可以重寫為
{\displaystyle r=an^{2}}；
其中，{\displaystyle a={\frac {4\pi \varepsilon _{0}\hbar ^{2}}{m_{e}e^{2}}}\approx 5.29\times 10^{-11}m} 是玻爾半徑。
在氫原子的波爾模型裡，以原子核為圓心的電子圓周運動的半徑被量子化，最小的半徑是玻爾半徑。由於電子被禁止離原子核更近，庫侖力無法將電子吸引到原子核裡，電子也不會因為進行圓周運動的加速度而釋出電磁波。

### 軌道能量量子化
电子繞著原子核的軌道能量 {\displaystyle E} 是动能 {\displaystyle K} 加势能 {\displaystyle V} ：:1097-1100
{\displaystyle E=K+V={\frac {1}{2}}m_{e}v^{2}-{\frac {e^{2}}{4\pi \varepsilon _{0}r}}=-{\frac {e^{2}}{8\pi \varepsilon _{0}r}}}。
將軌道半徑表達式代入軌道能量表達式，可以得到
{\displaystyle E=-{\frac {m_{e}e^{4}}{8\varepsilon _{0}^{2}h^{2}}}\ {\frac {1}{n^{2}}}\approx -{\frac {13.60eV}{n^{2}}}}。
在氫原子的波爾模型裡，軌道能量被量子化，並與主量子數的平方成反比。這是束縛電子的能量。由於原子核被假設為固定不動，這能量也可以視為整個氫原子的能量。

### 躍遷能量變化
電子只能夠穩定地存在於一系列的離散的能量狀態之中，稱為定態。假若電子的能量發生任何變化，都必須要在兩個定態之間以跃迁的方式進行，所以电子只能处於一系列分立的定態。当電子從一個定態躍遷至另一個定態時，會以电磁波的形式放出或吸收能量：:1097-1100
{\displaystyle h\nu =\Delta E=E_{n'}-E_{n}}，
其中，{\displaystyle \nu } 是電磁波的頻率。
將軌道能量表達式代入這公式，可以得到
{\displaystyle {\frac {1}{\lambda }}=-{\frac {m_{e}e^{4}}{8\varepsilon _{0}^{2}h^{3}c}}\left({\frac {1}{n'^{2}}}-{\frac {1}{n^{2}}}\right)}。
將這表達式重寫，可以得到里德伯公式：
{\displaystyle {\frac {1}{\lambda }}=R\left({\frac {1}{n^{2}}}-{\frac {1}{n'^{2}}}\right)}。
其中，{\displaystyle R={\frac {m_{e}e^{4}}{8\varepsilon _{0}^{2}h^{3}c}}} 是里德伯常數。

### 修正
英国光谱学家亞弗列德·福勒质疑：应用玻尔模型计算出里德伯常数的数值{\displaystyle R=109737.315\,\mathrm {cm} ^{-1}}；而实验值{\displaystyle R=109677.58\,\mathrm {cm} ^{-1}}，二者相差大约万分之五。1914年，玻尔提出，这是因为原来的模型假设原子核静止不动而引起的。实际情况是，原子核的质量不是无穷大，它与电子绕共同的质心转动。玻尔对其理论进行了修正，用原子核和电子的約化质量{\displaystyle \mu ={\frac {m_{e}M}{m_{e}+M}}}代替了电子质量。这样的话，不同原子的里德伯常数RA不同，
{\displaystyle R_{A}={\frac {R}{1+m_{e}/M}}}
电子到质心的距离仍为原来理论中的第一轨道半径，与原子核的质量无关。

## 玻尔模型的实验验证
1897年，美国天文学家愛德華·皮克林在恒星弧矢增二十二的光谱中发现了一组独特的线系，称为皮克林线系。皮克林线系中有一些谱线靠近巴耳末线系，但又不完全重合，另外有一些谱线位于巴耳末线系两临近谱线之间。起初皮克林线系被认为是氢的谱线，然而玻尔提出皮克林线系是类氢离子He+发出的谱线。随后英国物理学家埃万斯在实验室中观察了He+的光谱，证实玻尔的判断完全正确。
和玻尔提出玻尔模型几乎同一时期，英国物理学家亨利·莫塞莱测定了多种元素的X射线标识谱线，发现它们具有确定的规律性，并得到了经验公式——莫塞莱定律。莫塞莱看到玻尔的论文，立刻发现这个经验公式可以由玻尔模型导出，为玻尔模型提供了有力的证据。
1914年，詹姆斯·弗兰克和古斯塔夫·赫茲进行了用电子轰击汞蒸汽的实验，即弗兰克-赫兹实验。实验结果显示，汞原子内确实存在能量为4.9eV的量子态。1920年代，弗兰克和赫兹又继续改进实验装置，发现了汞原子内部更多的量子态，有力地证实了玻尔模型的正确性。
1932年，哈羅德·尤里观察到了氢的同位素氘的光谱，测量到了氘的里德伯常数，和玻尔模型的预言符合得很好。

## 玻尔模型的推广
随着光谱实验水平的提高，人们发现了光谱具有精细结构。1896年，阿尔伯特·迈克耳孙和爱德华·莫雷观察到了氢光谱的Hα线是双线，随后又发现是三线。玻尔提出这可能是电子在椭圆轨道上做慢进动引起的。1916年索末菲在玻尔模型的基础上将圆轨道推广为椭圆形轨道，并且引入相对论修正，提出了索末菲模型。在考虑椭圆轨道和相对论修正后，索末菲计算出了Hα线的精细结构，与实验相符。然而进一步的研究发现，这样的解释纯属巧合。Hα线的精细结构有7条，必须彻底抛弃电子轨道的概念才能完全解释光谱的精细结构。

## 玻尔模型的问题
玻尔模型将经典力学的规律应用于微观的电子，不可避免地存在一系列问题。根据经典电动力学，做加速运动的电子会辐射出电磁波，致使能量不断损失，而玻尔模型无法解释为什么处于定态中的电子不发出电磁辐射。玻尔模型对跃迁的过程描写含糊。因此玻尔模型提出后并不被物理学界所欢迎，还遭到了包括卢瑟福、薛定谔在内的诸多物理学家的质疑。玻尔曾经的导师、剑桥大学的约瑟夫·汤姆孙拒绝对其发表评论。薛定谔甚至评价说是“糟透的跃迁”。
此外，玻尔模型无法揭示氢原子光谱的强度和精细结构，也无法解释稍微复杂一些的氦原子的光谱，以及更复杂原子的光谱。因此，玻尔在领取1922年诺贝尔物理学奖时称：“这一理论还是十分初步的，许多基本问题还有待解决。”
玻尔模型引入了量子化的条件，但它仍然是一个“半经典半量子”的模型。完全解决原子光谱的问题必须彻底抛弃经典的轨道概念。尽管玻尔模型遇到了诸多困难，然而它显示出量子假说的生命力，为经典物理学向量子物理学发展铺平了道路。

## 参阅
- 尼尔斯·玻尔
- 里德伯公式
- 惰性电子对效应可以用玻尔模型解释。
- 原子轨域